# Linharelhos
Linharelhos é uma aldeia da freguesia do Salto, concelho de Montalegre, distrito de Vila Real, em Portugal.
Fica situada no sopé da Serra da Cabreira,com vista para a Serra do Gerês e para a Barragem da Venda Nova.
Linharelos foi em tempos,uma aldeia muito movimentada e procurada pela riqueza da região em volfrâmio.
Tem como padroeira Santa Comba, festejada a 31 de Dezembro.

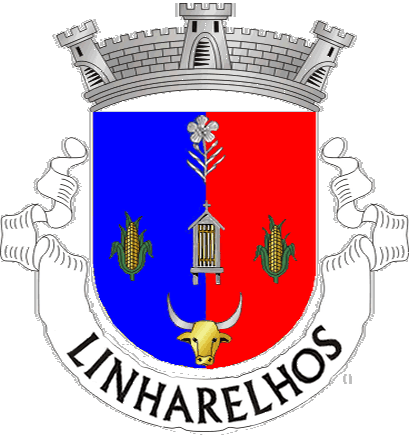
Aldeia Linharelhos

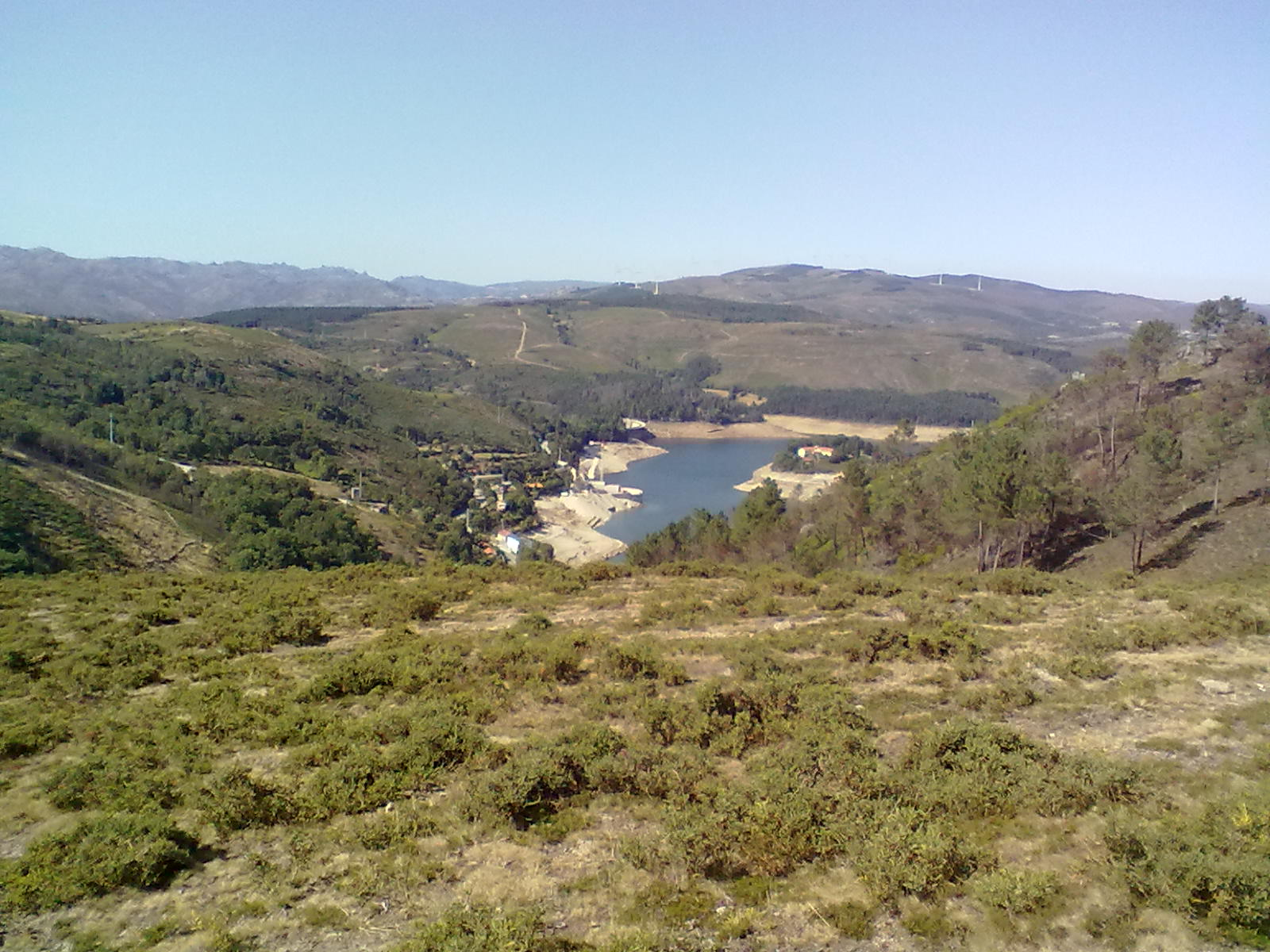
Vista de Linharelhos

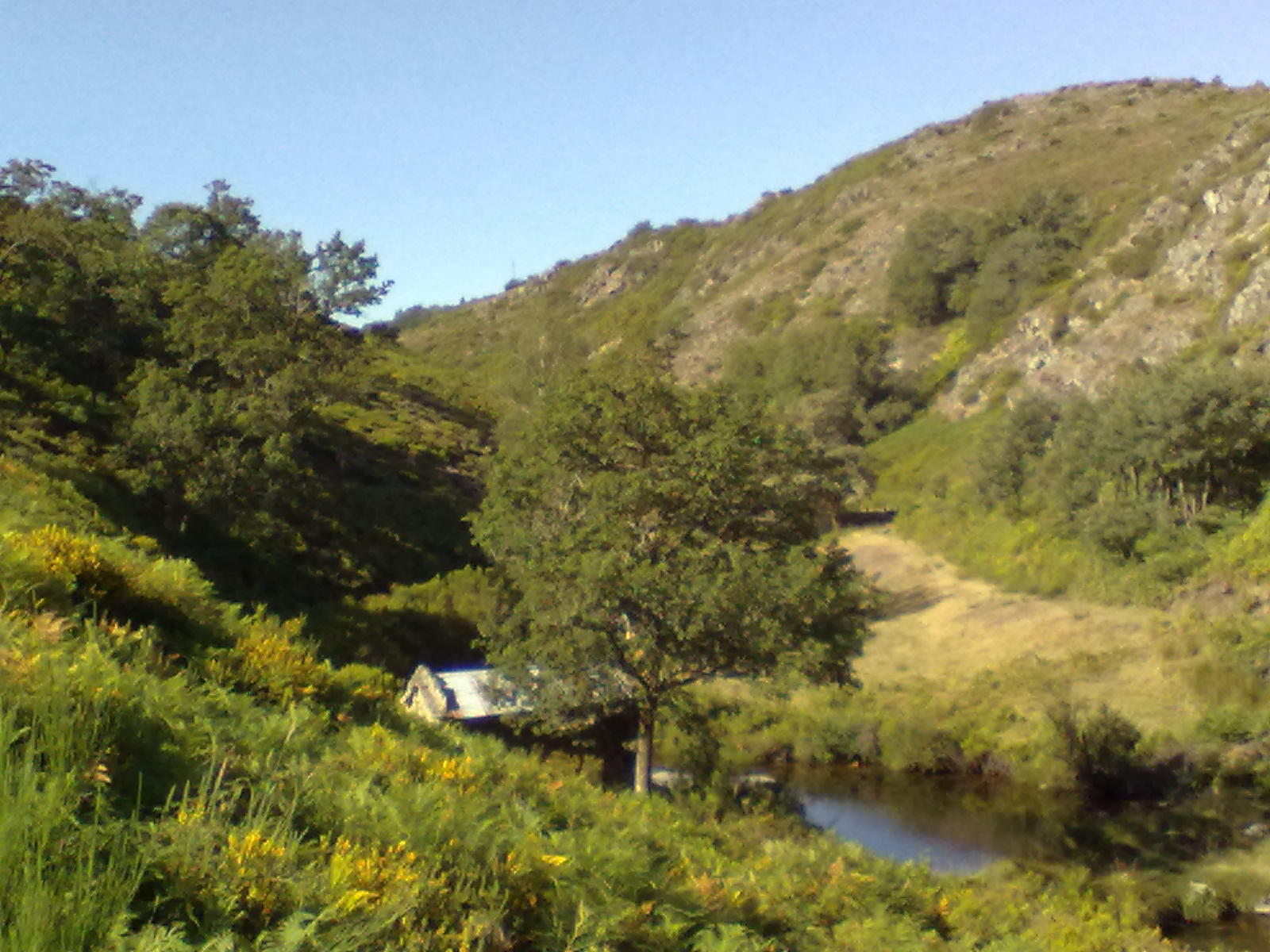
Antigo moinho